# Piemontul Făgăraș
Piemontul Făgăraș este o arie protejată (arie de protecție specială avifaunistică — SPA) din România întinsă pe o suprafață de 71.201,7 ha, integral pe uscat.

## Localizare
Situl se întinde pe teritoriile administrative ale județelor Brașov (Drăguș, Hârseni, Șinca, Șinca Nouă, Lisa, Recea, Sâmbăta de Sus, Ucea, Victoria, Viștea) și Sibiu (Arpașu de Jos, Avrig, Cârța, Cârțișoara, Porumbacu de Jos, Racovița, Turnu Roșu). Centrul sitului Piemontul Făgăraș este situat la coordonatele 45°41′40″N 24°45′40″E / 45.69445°N 24.761108°E.

## Înființare
Situl Piemontul Făgăraș a fost declarat arie de protecție specială avifaunistică (ROSPA0098) în octombrie 2007 pentru a proteja 26 de specii de animale. Situl se suprapune cu ariile naturale Calcarele eocene de la Turnu Roșu - Porcești, Golul Alpin al Munților Făgăraș între Podragu - Suru, Poienile cu narcise din Dumbrava Vadului și Valea Bâlii.

## Biodiversitate
Situată în ecoregiunile alpină și continentală, aria protejată nu include niciun habitat protejat.
La baza desemnării sitului se află mai multe specii protejate de  păsări (26): acvilă de munte (Aquila chrysaetos), acvilă țipătoare mică (Aquila pomarina), cocoșul de mesteacăn (Bonasa bonasia), barză albă (Ciconia ciconia), barză neagră (Ciconia nigra), șerpar (Circaetus gallicus), erete de stuf (Circus aeruginosus), erete vânăt (Circus cyaneus), cristeiul de câmp (Crex crex), ciocănitoare cu spate alb (Dendrocopos leucotos), ciocănitoarea de stejar (Dendrocopos medius), ciocănitoare de grădină (Dendrocopos syriacus), ciocănitoare neagră (Dryocopus martius), presură de grădină (Emberiza hortulana), șoim călător (Falco peregrinus), muscar-gulerat (Ficedula albicollis), muscar (Ficedula parva), ciuvică (Glaucidium passerinum), sfrâncioc roșiatic (Lanius collurio), sfrânciocul cu frunte neagră (Lanius minor), ciocârlie de pădure (Lullula arborea), viespar (Pernis apivorus), ciocănitoare verzuie (Picus canus), huhurezul mic (Strix uralensis), silvie porumbacă (Sylvia nisoria),  cocoș de munte (Tetrao urogallus).